# Mahunarke
Mahunarke (lepirnjače, bobovke; lat. Fabaceae ili Leguminosae) je porodica biljaka, koju čini oko 730 rodova s 19500 vrsta. Biljke ove porodice najčešće zovemo mahunarkama (zbog karakterističnog ploda - mahune) ili lepirnjačama (zbog izgleda cvijeta). U ovu porodicu spada veliki broj ekonomski važnih biljaka - grah mahunar, grašak, soja, bob, kikiriki, badem, rogač; kao i pojedine ukrasne - akacija, mimoza, albicija. 
Porodica je obično podijeljena u tri potporodice (Caesalpinioideae, Mimosoideae, Papilionoideae ili Faboideae), iako se ponekad smatraju zasebnim porodicama (Caesalpiniaceae, Mimosaceae, Papilionaceae ili Fabaceae). Dvije od tri potporodicee, Mimosoideae i Papilionoideae, podržane su kao prirodne grupe, dok Caesalpiniodeae nije.
Nekadašnja porodica Mimosaceae (mimozovke), i kasnija potporodica Mimosoideae, danas su neopriznate, i sinonimi su za Caesalpinioideae (sapanovke). 

## Opis
Fabaceae, također zvane Leguminosae, porodica su cvjetnica (angiospermi), unutar reda Fabales. Fabaceae, koja je treća najveća porodica među kritosjemenjačama nakon Orchidaceae (porodica orhideja) i Asteraceae (porodica glavočika), sastoji se od više od 700 rodova i oko 20 000 vrsta drveća, grmlja, loze i zeljastog bilja te je rasprostranjena diljem svijeta. Neke od najvažnijih komercijalnih vrsta uključuju soju (Glycine max), povrtni grašak (Pisum sativum), kikiriki (Arachis hypogaea) i lucernu (Medicago sativa). Većina drvenastih vrsta su tropske; zeljaste (tj. nedrvenaste) vrste javljaju se uglavnom u umjerenim regijama.
Listovi su obično perasto složeni (perasto oblikovani), ponekad trostruki (s tri liske) ili dlanasti (liske se šire iz zajedničke točke). Listovi nekoliko vrsta su jednostavni ili svedeni na ljuske. Plod je obično mahuna koja se otvara dok se suši, oslobađajući sjemenke.
Današnja je podjela na 6 potporodica: Cercidoideae, Detarioideae, Duparquetioideae, Dialioideae, Caesalpinioideae i Papilionoideae.

## Potporodice i rodovi
1. Subfamilia Cercidoideae Azani et al.
  1. Tribus Cercideae Bronn
    1. Cercis L. (10 spp.)

  2. Tribus Bauhinieae Benth.
    1. Adenolobus (Harv. ex Benth. & Hook.f.) Torre & Hillc. (2 spp.)
    2. Griffonia Baill. (4 spp.)
    3. Gigasiphon Drake (5 spp.)
    4. Tournaya A.Schmitz (1 sp.)
    5. Tylosema (Schweinf.) Torre & Hillc. (5 spp.)
    6. Barklya F. Muell. (1 sp.)
    7. Schnella Raddi (47 spp.)
    8. Lysiphyllum (Benth.) de Wit (8 spp.)
    9. Cheniella R. Clark & Mackinder (16 spp.)
    10. Phanera Lour. (114 spp.)
    11. Piliostigma Hochst. (6 spp.)
    12. Brenierea Humbert (1 sp.)
    13. Bauhinia L. (170 spp.)
2. Subfamilia Detarioideae Burmeist.
  1. Tribus Cynometreae Benth.
    1. Cynometra L. (94 spp.)
    2. Cynometra s. lat. (19 spp.)
    3. Micklethwaitia G. P. Lewis & Schrire (1 sp.)
    4. Zenkerella Taub. (5 spp.)
    5. Lebruniodendron J. Léonard (1 sp.)
    6. Scorodophloeus Harms (3 spp.)
    7. Leonardoxa Aubrév. (2 spp.)
    8. Schotia Jacq. (4 spp.)
    9. Normandiodendron J. Léonard (1 sp.)

  2. Tribus Daniellieae Nakai
    1. Loesenera Harms (4 spp.)
    2. Annea Mackinder & Wieringa (2 spp.)
    3. Hymenostegia (Benth.) Harms (14 spp.)
    4. Gabonius Mackinder & Wieringa (1 sp.)
    5. Talbotiella Baker f. (9 spp.)
    6. Plagiosiphon Harms (5 spp.)
    7. Neochevalierodendron J. Léonard (1 sp.)
    8. Eurypetalum Harms (3 spp.)
    9. Lysidice Hance (2 spp.)
    10. Saraca L. (12 spp.)
    11. Leucostegane Prain (2 spp.)
    12. Endertia Steenis & de Wit (1 sp.)
    13. Daniellia Benn. (10 spp.)
    14. Afzelia Sm. (11 spp.)
    15. Intsia Thouars (2 spp.)
    16. Brodriguesia R. S. Cowan (1 sp.)

  3. Tribus Hymenaea group
    1. Peltogyne Vogel (26 spp.)
    2. Hymenaea L. (23 spp.)
    3. Ecuadendron D. A. Neill (1 sp.)

  4. Tribus Apalatoeae Nakai
    1. Crudia Schreb. (48 spp.)
    2. Neoapaloxylon Rauschert (3 spp.)
    3. Brandzeia Baill. (1 sp.)
    4. Prioria Griseb. (15 spp.)
    5. Augouardia Pellegr. (1 sp.)
    6. Stemonocoleus Harms (1 sp.)
    7. Hardwickia Roxb. (1 sp.)
    8. Colophospermum J. Léonard (1 sp.)
    9. Guibourtia Benn. (14 spp.)

  5. Tribus Detarieae DC.
    1. Goniorrhachis Taub (1 sp.)
    2. Gilletiodendron Vermoesen (5 spp.)
    3. Tessmannia Harms (13 spp.)
    4. Baikiaea Benth. (6 spp.)
    5. Hylodendron Taub. (1 sp.)
    6. Sindora Miq. (20 spp.)
    7. Sindoropsis J. Léonard (1 sp.)
    8. Copaifera L. (42 spp.)
    9. Detarium Juss. (3 spp.)

  6. Tribus Browneeae Rchb.
    1. Barnebydendron J. H. Kirkbr. (1 sp.)
    2. Eperua Aubl. (19 spp.)
    3. Paloue Aubl. (16 spp.)
    4. Brachycylix (Harms) R. S. Cowan (1 sp.)
    5. Heterostemon Desf. (8 spp.)
    6. Brownea Jacq. (20 spp.)
    7. Browneopsis Huber (8 spp.)

  7. Tribus Berlinia group
    1. Michelsonia Hauman (2 spp.)
    2. Tetraberlinia (Harms) Hauman (6 spp.)
    3. Microberlinia A. Chev. (2 spp.)
    4. Oddoniodendron De Wild. (5 spp.)
    5. Englerodendron Harms (20 spp.)
    6. Julbernardia Pellegr. (10 spp.)
    7. Isoberlinia Craib & Stapf (5 spp.)
    8. Berlinia Sol. ex Hook.f. & Benth. (20 spp.)
    9. Dicymbe Spruce ex Benth. & Hook. (20 spp.)
    10. Polystemonanthus Harms (1 sp.)

  8. Tribus Macrolobieae Breteler
    1. Gilbertiodendron J. Léonard (39 spp.)
    2. Paramacrolobium J. Léonard (1 sp.)
    3. Anthonotha P. Beauv. (17 spp.)
    4. Macrolobium Schreb. (78 spp.)

  9. Tribus Amherstiaeae Benth.
    1. Humboldtia Vahl (8 spp.)
    2. Tamarindus L. (1 sp.)
    3. Amherstia Wall. (1 sp.)

  10. Tribus Brachystegiae Nakai
    1. Brachystegia Benth. (31 spp.)
    2. Librevillea Hoyle (1 sp.)
    3. Bikinia Wieringa (10 spp.)
    4. Aphanocalyx Oliv. (14 spp.)
    5. Icuria Wieringa (1 sp.)
    6. Didelotia Baill. (13 spp.)
    7. Cryptosepalum Benth. (12 spp.)
3. Subfamilia Duparquetioideae Azani et al.
  1. Duparquetia Baill. (1 sp.)
4. Subfamilia Dialioideae Azani et al.
  1. Tribus Dialieae Nakai
    1. Subtribus Dialiinae H.S.Irwin & Barneby
      1. Zenia Chun (1 sp.)
      2. Dialium L. (42 spp.)
      3. Uittienia Steenis (1 sp.)
      4. Apuleia Mart. (1 sp.)
      5. Koompassia Maingay ex Benth. (3 spp.)
      6. Storckiella Seem. (4 spp.)
      7. Kalappia Kosterm. (1 sp.)
      8. Baudouinia Baill. (6 spp.)
      9. Mendoravia Capuron (1 sp.)
      10. Eligmocarpus Capuron (1 sp.)
      11. Martiodendron Gleason (5 spp.)
      12. Androcalymma Dwyer (1 sp.)
      13. Dicorynia Benth. (2 spp.)
      14. Distemonanthus Benth. (1 sp.)

    2. Subtribus Labicheinae H. S. Irwin & Barneby
      1. Labichea Gaudich. ex DC. (16 spp.)
      2. Petalostylis R. Br. (2 spp.)

  2. Tribus Poeppigieae Britton & Rose
    1. Poeppigia C. Presl (2 spp.)
5. Subfamilia Caesalpinioideae DC.
  1. Tribus Ceratonieae Rchb.
    1. Arcoa Urb. (1 sp.)
    2. Tetrapterocarpon Humbert (2 spp.)
    3. Acrocarpus Wight ex Arn. (1 sp.)
    4. Ceratonia L. (2 spp.)

  2. Tribus Gleditsieae Nakai
    1. Umtiza Sim (1 sp.)
    2. Gleditsia L. (12 spp.)
    3. Gymnocladus Lam. (5 spp.)

  3. Tribus Pterogyneae Legume Phylogeny Working Group
    1. Pterogyne Tul. (1 sp.)

  4. Tribus Cassieae Bronn
    1. Batesia Spruce ex Benth. & Hook.f. (1 sp.)
    2. Vouacapoua Aubl. (3 spp.)
    3. Melanoxylum Schott (1 sp.)
    4. Recordoxylon Ducke (3 spp.)
    5. Chamaecrista (L.) Moench (371 spp.)
    6. Cassia L. (34 spp.)
    7. Senna Mill. (293 spp.)

  5. Tribus Caesalpinieae Rchb.
    1. Stuhlmannia Taub. (1 sp.)
    2. Cordeauxia Hemsl. (1 sp.)
    3. Cenostigma Tul. (15 spp.)
    4. Libidibia Schltdl. (10 spp.)
    5. Balsamocarpon Clos (1 sp.)
    6. Zuccagnia Cav. (1 sp.)
    7. Stenodrepanum Harms (1 sp.)
    8. Hoffmannseggia Cav. (22 spp.)
    9. Erythrostemon Klotzsch (33 spp.)
    10. Pomaria Cav. (16 spp.)
    11. Arquita Gagnon, G.P.Lewis & C.E.Hughes (5 spp.)
    12. Hererolandia Gagnon & G.P.Lewis (1 sp.)
    13. Haematoxylum L. (5 spp.)
    14. Lophocarpinia Burkart (1 sp.)
    15. Caesalpinia L. (10 spp.)
    16. Denisophytum R.Vig. (8 spp.)
    17. Paubrasilia Gagnon, H.C.Lima & G.P.Lewis (1 sp.)
    18. Coulteria Kunth (11 spp.)
    19. Tara Molina (3 spp.)
    20. Gelrebia Gagnon & G. P. Lewis (8 spp.)
    21. Hultholia Gagnon & G. P. Lewis (1 sp.)
    22. Guilandina L. (20 spp.)
    23. Moullava Adans. (4 spp.)
    24. Biancaea Tod. (7 spp.)
    25. Pterolobium R. Br. (10 spp.)
    26. Mezoneuron Desf. (24 spp.)
    27. Ticanto Adans. (10 spp.)

  6. Tribus Schizolobieae Nakai
    1. Schizolobium Vogel (1 sp.)
    2. Bussea Harms (7 spp.)
    3. Peltophorum Vogel ex Benth. (7 spp.)
    4. Parkinsonia L. (12 spp.)
    5. Conzattia Rose (3 spp.)
    6. Heteroflorum M.Sousa (1 sp.)
    7. Colvillea Bojer ex Hook. (1 sp.)
    8. Delonix Raf. (12 spp.)

  7. Tribus Sclerolobieae Benth. & Hook.f.
    1. Moldenhawera Schrad. (12 spp.)
    2. Diptychandra Tul. (2 spp.)
    3. Arapatiella Rizzini & A. Mattos (1 sp.)
    4. Jacqueshuberia Ducke (7 spp.)
    5. Tachigali Aubl. (79 spp.)

  8. Tribus Dimorphandreae Benth.
    1. Dimorphandra Schott (27 spp.)
    2. Mora R.H.Schomb. ex Benth. (6 spp.)
    3. Stachyothyrsus Harms (2 spp.)
    4. Burkea Benth. (1 sp.)

  9. Tribus Campsiandreae Legume Phylogeny Working Group
    1. Campsiandra Benth. (22 spp.)
    2. Dinizia Ducke (2 spp.)

  10. Tribus Erythrophleae Legume Phylogeny Working Group
    1. Pachyelasma Harms (1 sp.)
    2. Erythrophleum Afzel. ex G. Don (12 spp.)

  11. Tribus Mimoseae Bronn
    1. Subtribus Adenantherinae Benth.
      1. Pentaclethra Benth. (3 spp.)
      2. Tetrapleura Benth. (2 spp.)
      3. Amblygonocarpus Harms (1 sp.)
      4. Adenanthera L. (12 spp.)
      5. Pseudoprosopis Harms (7 spp.)
      6. Calpocalyx Harms (11 spp.)
      7. Xylia Benth. (9 spp.)

    2. Subtribus unplaced
      1. Sympetalandra Stapf (5 spp.)
      2. Chidlowia Hoyle (1 sp.)

    3. Subtribus Entada clade
      1. Piptadeniastrum Brenan (1 sp.)
      2. Aubrevillea Pellegr. (2 spp.)
      3. Entada Adans. (40 spp.)

    4. Subtribus Newtonia grade
      1. Anonychium (Benth.) Schweinf. (1 sp.)
      2. Plathymenia Benth. (1 sp.)
      3. Fillaeopsis Harms (1 sp.)
      4. Newtonia Baill. (16 spp.)

    5. Subtribus Prosopis clade
      1. Cylicodiscus Harms (1 sp.)
      2. Indopiptadenia Brenan (1 sp.)
      3. Prosopis L. (3 spp.)

  12. Tribus Neltuma clade
    1. Xerocladia Harv. (1 sp.)
    2. Strombocarpa A. Gray (10 spp.)
    3. Neltuma Raf. (42 spp.)
    4. Subtribus Desmanthinae Benth.
      1. Lemurodendron Villiers & Guinet (1 sp.)
      2. Neptunia Lour. (22 spp.)
      3. Leucaena Benth. (24 spp.)
      4. Schleinitzia Warb. (4 spp.)
      5. Mezcala C.E.Hughes & J.L.Contr. (1 sp.)
      6. Kanaloa Lorence & K.R.Wood (1 sp.)
      7. Desmanthus Willd. (24 spp.)
      8. Mimozyganthus Burkart (1 sp.)
      9. Prosopidastrum Burkart (7 spp.)
      10. Piptadeniopsis Burkart (1 sp.)
      11. Calliandropsis H.M.Hern. & P.Guinet (1 sp.)
      12. Gagnebina Neck. (4 spp.)
      13. Dichrostachys (A. DC.) Wight & Arn. (16 spp.)
      14. Alantsilodendron Villiers (9 spp.)

    5. Subtribus Parkiinae Wight & Arn.
      1. Vachellia Wight & Arn. (162 spp.)
      2. Anadenanthera Speg. (2 spp.)
      3. Parkia R. Br. (37 spp.)

  13. Tribus Lachesiodendron clade
    1. Lachesiodendron P.G.Ribeiro, L.P.Queiroz & Luckow (1 sp.)

  14. Tribus Stryphnodendron clade
    1. Gwilymia A.G.Lima, Paula-Souza & Scalon (7 spp.)
    2. Microlobius C. Presl (1 sp.)
    3. Stryphnodendron Mart. (28 spp.)
    4. Marlimorimia L.P.Queiroz, L.M.Borges, Marc.F.Simon & P.G.Ribeiro (6 spp.)
    5. Naiadendron A.G.Lima, Paula-Souza & Scalon (1 sp.)
    6. Parapiptadenia Brenan (6 spp.)
    7. Pityrocarpa Britton & Rose (12 spp.)
    8. Subtribus Mimosa clade
      1. Piptadenia Benth. (23 spp.)
      2. Adenopodia C. Presl (7 spp.)
      3. Mimosa L. (632 spp.)

    9. Subtribus Senegalia grade
      1. Senegalia Raf. (223 spp.)
      2. Parasenegalia Seigler & Ebinger (11 spp.)
      3. Pseudosenegalia Seigler & Ebinger (2 spp.)
      4. Mariosousa Seigler & Ebinger (13 spp.)

    10. Subtribus Calliandra clade
      1. Acaciella Britton & Rose (17 spp.)
      2. Afrocalliandra E.R.Souza & L.P.Queiroz (2 spp.)
      3. Calliandra Benth. (150 spp.)

    11. Subtribus Zapoteca clade
      1. Zapoteca H. M. Hern. (23 spp.)
      2. Viguieranthus Villiers (18 spp.)
      3. Faidherbia A. Chev. (1 sp.)
      4. Thailentadopsis Kosterm. (3 spp.)
      5. Sanjappa E.R.Souza & Krishnaraj (3 spp.)

    12. Subtribus Cojoba clade
      1. Hesperalbizia Barneby & J.W.Grimes (1 sp.)
      2. Lysiloma Benth. (9 spp.)
      3. Cojoba Britton & Rose (22 spp.)

    13. Subtribus Pithecellobium clade
      1. Sphinga Barneby & J. W. Grimes (3 spp.)
      2. Gretheria Duno & Torke (2 spp.)
      3. Ricoa Duno & Torke (1 sp.)
      4. Ebenopsis Britton & Rose (3 spp.)
      5. Painteria Britton & Rose (2 spp.)
      6. Havardia Small (3 spp.)
      7. Pithecellobium Mart. (23 spp.)

    14. Subtribus Acaciinae Wight & Arn.
      1. Wallaceodendron Koord. (1 sp.)
      2. Falcataria (I.C.Nielsen) Barneby & J.W.Grimes (4 spp.)
      3. Serianthes Benth. (16 spp.)
      4. Archidendropsis I.C.Nielsen (11 spp.)
      5. Pararchidendron I.C.Nielsen (1 sp.)
      6. Archidendron F. Muell. (98 spp.)
      7. Heliodendron Gill.K.Br. & Bayly (3 spp.)
      8. Paraserianthes I. C. Nielsen (1 sp.)
      9. Acacia Mill. (1078 spp.)

    15. Subtribus Cedrelinga clade
      1. Cedrelinga Ducke (1 sp.)

    16. Subtribus Pseudosamanea clade
      1. Pseudosamanea Harms (3 spp.)

    17. Subtribus Jupunba clade
      1. Pseudalbizzia Britton & Rose (17 spp.)
      2. Punjuba Britton & Rose (6 spp.)
      3. Hydrochorea Barneby & J.W.Grimes (11 spp.)
      4. Jupunba Britton & Rose (37 spp.)

    18. Subtribus Samanea clade
      1. Samanea (DC.) Merr. (2 spp.)
      2. Chloroleucon (Benth.) Britton & Rose ex Record (11 spp.)

    19. Subtribus Albizia clade
      1. Boliviadendron E.R.Souza & C.E.Hughes (1 sp.)
      2. Enterolobium Mart. (8 spp.)
      3. Albizia Durazz. (98 spp.)
      4. Cathormion (Benth.) Hassk. (1 sp.)

    20. Subtribus Inga clade
      1. Blanchetiodendron Barneby & J.W.Grimes (1 sp.)
      2. Leucochloron Barneby & J.W.Grimes (4 spp.)
      3. Abarema Pittier (6 spp.)
      4. Robrichia (Barneby & J.W.Grimes) A.R.M.Luz & E.R.Souza (3 spp.)
      5. Osodendron E.J.M. Koenen (3 spp.)
      6. Macrosamanea Britton & Rose ex Britton & Killip (12 spp.)
      7. Zygia P.Browne (64 spp.)
      8. Inga Mill. (288 spp.)
6. Subfamilia Papilionoideae DC.
  1. Tribus ADA clade
    1. Subtribus Angylocalycinae (Yakovlev) Povydysh
      1. Xanthocercis Baill. (3 spp.)
      2. Angylocalyx Taub. (7 spp.)
      3. Castanospermum A. Cunn. (1 sp.)
      4. Alexa Moq. (11 spp.)

    2. Subtribus Dipteryginae ined.
      1. Monopteryx Spruce ex Benth. (3 spp.)
      2. Taralea Aubl. (6 spp.)
      3. Pterodon Vogel (5 spp.)
      4. Dipteryx Schreb. (11 spp.)

    3. Subtribus Amburaninae ined.
      1. Petaladenium Ducke (1 sp.)
      2. Dussia Krug & Urb. ex Taub. (10 spp.)
      3. Myrospermum Jacq. (2 spp.)
      4. Myrocarpus Allemão (5 spp.)
      5. Myroxylon L.f. (2 spp.)
      6. Amburana Schwacke & Taub. (3 spp.)
      7. Cordyla Lour. (5 spp.)
      8. Dupuya J.H.Kirkbr. (2 spp.)
      9. Mildbraediodendron Harms (1 sp.)
      10. Neoharmsia R. Vig. (2 spp.)
      11. Sakoanala R. Vig. (2 spp.)

  2. Tribus Swartzieae DC.
    1. Trischidium Tul. (5 spp.)
    2. Cyathostegia (Benth.) Schery (2 spp.)
    3. Ateleia (DC.) D.Dietr. (24 spp.)
    4. Bobgunnia J.H.Kirkbr. & Wiersema (2 spp.)
    5. Swartzia Schreb. (194 spp.)
    6. Bocoa Aubl. (3 spp.)
    7. Candolleodendron R.S.Cowan (1 sp.)

  3. Tribus Cladrastideae L.Duan & J.Wen
    1. Styphnolobium Schott (9 spp.)
    2. Cladrastis Raf. (6 spp.)
    3. Pickeringia Nutt. (1 sp.)

  4. Tribus Amphimanteae Pellegr.
    1. Amphimas Pierre ex Dalla Torre & Harms (3 spp.)

  5. Tribus Dermatophyllum clade
    1. Dermatophyllum Scheele (6 spp.)

  6. Tribus Lecointeeae M.Yu. Gontsch. & Yakovlev
    1. Harleyodendron R. S. Cowan (1 sp.)
    2. Uribea Dugand & Romero (1 sp.)
    3. Holocalyx Micheli (1 sp.)
    4. Lecointea Ducke (7 spp.)
    5. Exostyles Schott ex Spreng. (4 spp.)
    6. Zollernia Wied-Neuw. & Nees (10 spp.)

  7. Tribus Vataireoid clade
    1. Sweetia Spreng. (1 sp.)
    2. Vataireopsis Ducke (4 spp.)
    3. Vatairea Aubl. (8 spp.)
    4. Luetzelburgia Harms (15 spp.)
    5. Subtribus Andirinae Baill.
      1. Hymenolobium Benth. ex Mart. (15 spp.)
      2. Andira Juss. (30 spp.)
      3. Aldina Endl. (18 spp.)
      4. Uleanthus Harms (1 sp.)

  8. Tribus Ormosieae Yakovlev
    1. Subtribus Ormosiinae ined.
      1. Panurea Spruce ex Benth. & Hook.f. (2 spp.)
      2. Clathrotropis (Benth.) Harms (3 spp.)
      3. Cabari Gregório & D.B.O.S.Cardoso (4 spp.)
      4. Spirotropis Tul. (1 sp.)
      5. Ormosia G. Jacks. (135 spp.)

    2. Subtribus Camoensiinae Yakovlev
      1. Camoensia Welw. ex Benth. & Hook.f. (2 spp.)
      2. Pericopsis Thwaites (4 spp.)

  9. Tribus neopisan
    1. Orphanodendron Barneby & J. W. Grimes (2 spp.)

  10. Tribus Diplotropideae Yakovlev
    1. Subtribus Diplotropidinae ined.
      1. Bowdichia Kunth (2 spp.)
      2. Leptolobium Vogel (12 spp.)
      3. Guianodendron Sch. Rodr. & A. M. G. Azevedo (1 sp.)
      4. Staminodianthus D.B.O.S. Cardoso & H.C.Lima (3 spp.)
      5. Diplotropis Benth. (10 spp.)

    2. Subtribus Brongniartiinae Benth. & Hook.f.
      1. Haplormosia Harms (1 sp.)
      2. Poecilanthe Benth. (9 spp.)
      3. Amphiodon Huber (1 sp.)
      4. Tabaroa L.P.Queiroz, G.P.Lewis & M.F.Wojc. (1 sp.)
      5. Harpalyce Moc. & Sessé ex DC. (40 spp.)
      6. Limadendron Meireles & A.M.G.Azevedo (2 spp.)
      7. Behaimia Griseb. (1 sp.)
      8. Cyclolobium Benth. (1 sp.)
      9. Brongniartia Kunth (62 spp.)
      10. Templetonia R. Br. (13 spp.)
      11. Cristonia J. H. Ross (2 spp.)
      12. Plagiocarpus Benth. (7 spp.)
      13. Lamprolobium Benth. (2 spp.)
      14. Thinicola J. H. Ross (1 sp.)
      15. Hovea R. Br. (38 spp.)

  11. Tribus Sophoreae Spreng. ex DC.
    1. Bolusanthus Harms (1 sp.)
    2. Platycelyphium Harms (1 sp.)
    3. Dicraeopetalum Harms (3 spp.)
    4. Maackia Rupr. & Maxim. (9 spp.)
    5. Baptisia Vent. (17 spp.)
    6. Thermopsis R. Br. (27 spp.)
    7. Piptanthus Sweet (2 spp.)
    8. Anagyris L. (2 spp.)
    9. Ammopiptanthus S. H. Cheng (2 spp.)
    10. Sophora L. (62 spp.)
    11. Ammodendron Fisch. ex DC. (4 spp.)
    12. Salweenia Baker f. (2 spp.)

  12. Tribus Euchresteae H. Ohashi
    1. Euchresta Benn. (4 spp.)

  13. Tribus Podalyrieae Benth.
    1. Cadia Forssk. (8 spp.)
    2. Xiphotheca Eckl. & Zeyh. (10 spp.)
    3. Virgilia Lam. (2 spp.)
    4. Stirtonanthus B.-E. van Wyk & A.L.Schutte (3 spp.)
    5. Podalyria Lam. ex Willd. (17 spp.)
    6. Liparia L. (12 spp.)
    7. Priestleya DC. (8 spp.)
    8. Cyclopia Vent. (26 spp.)
    9. Calpurnia E. Mey. (8 spp.)
    10. Amphithalea Eckl. & Zeyh. (43 spp.)

  14. Tribus Crotalarieae Hutch.
    1. Euchlora Eckl. & Zeyh. (1 sp.)
    2. Bolusia Benth. (8 spp.)
    3. Crotalaria L. (708 spp.)
    4. Ezoloba B.-E. van Wyk & Boatwr. (1 sp.)
    5. Leobordea Delile (50 spp.)
    6. Listia E. Mey. (7 spp.)
    7. Lotononis (DC.) Eckl. & Zeyh. (96 spp.)
    8. Pearsonia Dümmer (13 spp.)
    9. Rothia Pers. (2 spp.)
    10. Robynsiophyton R. Wilczek (1 sp.)
    11. Aspalathus L. (296 spp.)
    12. Lebeckia Thunb. (12 spp.)
    13. Wiborgiella Boatwr. & B.-E. van Wyk (10 spp.)
    14. Rafnia Thunb. (21 spp.)
    15. Calobota Eckl. & Zeyh. (16 spp.)
    16. Wiborgia Thunb. (10 spp.)

  15. Tribus Genisteae Bronn
    1. Oberholzeria Swanepoel, M.M.le Roux, M.F.Wojc. & A.E. van Wyk (1 sp.)
    2. Melolobium Eckl. & Zeyh. (15 spp.)
    3. Dichilus DC. (5 spp.)
    4. Polhillia C. H. Stirt. (12 spp.)
    5. Argyrolobium Eckl. & Zeyh. (91 spp.)
    6. Lupinus L. (535 spp.)
    7. Anarthrophyllum Benth. (15 spp.)
    8. Sellocharis Taub. (1 sp.)
    9. Adenocarpus DC. (19 spp.)
    10. Cytisophyllum O. Láng (1 sp.)
    11. Petteria C. Presl (1 sp.)
    12. Laburnum Fabr. (2 spp.)
    13. Podocytisus Boiss. & Heldr. (1 sp.)
    14. Cytisus L. (75 spp.)
    15. Calicotome Link (5 spp.)
    16. Erinacea Adans. (1 sp.)
    17. Genista L. (153 spp.)
    18. Spartium L. (1 sp.)
    19. Stauracanthus Link (3 spp.)
    20. Ulex L. (14 spp.)

  16. Tribus Amorpheae Boriss.
    1. Psorothamnus Rydb. (10 spp.)
    2. Dalea L. (189 spp.)
    3. Marina Liebm. (41 spp.)
    4. Apoplanesia C. Presl (2 spp.)
    5. Amorpha L. (16 spp.)
    6. Parryella Torr. & A. Gray ex A. Gray (1 sp.)
    7. Errazurizia Phil. (3 spp.)
    8. Pictarena Becklund (1 sp.)
    9. Eysenhardtia Kunth (13 spp.)

  17. Tribus Dalbergieae DC.
    1. Subtribus Adesmiinae Benth. & Hook.f.
      1. Adesmia DC. (212 spp.)

    2. Subtribus Poiretiinae Burkart
      1. Amicia Kunth (7 spp.)
      2. Zornia J. F. Gmel. (92 spp.)
      3. Poiretia Vent. (12 spp.)
      4. Nissolia Jacq. (32 spp.)

    3. Subtribus Clade nov.
      1. Weberbauerella Ulbr. (3 spp.)

    4. Subtribus Ormocarpinae Rudd
      1. Diphysa Jacq. (21 spp.)
      2. Zygocarpum Thulin & Lavin (6 spp.)
      3. Pictetia DC. (8 spp.)
      4. Ormocarpum P. Beauv. (23 spp.)
      5. Ormocarpopsis R. Vig. (8 spp.)
      6. Peltiera Labat & Du Puy (1 sp.)

    5. Subtribus Aeschynomeninae Benth. & Hook.f.
      1. Aeschynomene L. (114 spp.)
      2. Soemmeringia Mart. (1 sp.)
      3. Geissaspis Wight & Arn. (2 spp.)
      4. Cyclocarpa Afzel. ex Baker (1 sp.)
      5. Smithia Aiton (23 spp.)
      6. Kotschya Endl. (30 spp.)
      7. Humularia P. A. Duvign. (33 spp.)
      8. Bryaspis P. A. Duvign. (2 spp.)

    6. Subtribus Dalbergiinae Wight & Arn.
      1. Dalbergia L.f. (286 spp.)
      2. Ctenodon Baill. (67 spp.)
      3. Machaerium Pers. (132 spp.)

  18. Tribus Pterocarpeae Hutch.
    1. Subtribus Discolobiinae Burkart
      1. Riedeliella Harms (3 spp.)
      2. Discolobium Benth. (6 spp.)

    2. Subtribus Geoffroeinae Wight & Arn.
      1. Cascaronia Griseb. (1 sp.)
      2. Geoffroea Jacq. (3 spp.)
      3. Fissicalyx Benth. (1 sp.)
      4. Fiebrigiella Harms (1 sp.)
      5. Chapmannia Torr. & A. Gray (7 spp.)
      6. Stylosanthes Sw. (49 spp.)
      7. Arachis L. (83 spp.)

    3. Subtribus nov.
      1. Grazielodendron H. C. Lima (1 sp.)
      2. Platymiscium Vogel (19 spp.)

    4. Subtribus Bryinae B.G.Schub.
      1. Cranocarpus Benth. (3 spp.)
      2. Brya P. Browne (7 spp.)
      3. Phylacium Benn. (2 spp.)
      4. Neocollettia Hemsl. (1 sp.)

    5. Subtribus Acosmiinae ined.
      1. Acosmium Schott (3 spp.)

    6. Subtribus Pterocarpinae Benth.
      1. Platypodium Vogel (1 sp.)
      2. Inocarpus J.R.Forst. & G.Forst. (3 spp.)
      3. Maraniona C. E. Hughes, G. P. Lewis, Daza & Reynel (1 sp.)
      4. Tipuana (Benth.) Benth. (1 sp.)
      5. Ramorinoa Speg. (1 sp.)
      6. Centrolobium Mart. ex Benth. (7 spp.)
      7. Paramachaerium Ducke (5 spp.)
      8. Etaballia Benth. (1 sp.)
      9. Pterocarpus Jacq. (37 spp.)

  19. Tribus Baphiae Yakovlev
    1. Dalhousiea Graham ex Benth. (2 spp.)
    2. Airyantha Brummitt (2 spp.)
    3. Leucomphalos Benth. ex Planch. (4 spp.)
    4. Bowringia Champ. ex Benth. (1 sp.)
    5. Baphia Afzel. ex Lodd. (51 spp.)
    6. Baphiastrum Harms (2 spp.)
    7. Baphiopsis Benth. ex Baker (1 sp.)

  20. Tribus Hypocalypteae A. L. Schutte
    1. Hypocalyptus Thunb. (3 spp.)

  21. Tribus Bossiaeeae Hutch.
    1. Gompholobium Sm. (48 spp.)
    2. Sphaerolobium Sm. (21 spp.)
    3. Erichsenia Hemsl. (1 sp.)
    4. Viminaria Sm. (1 sp.)
    5. Daviesia Sm. (131 spp.)
    6. Goodia Salisb. (6 spp.)
    7. Paragoodia I. Thomps. (1 sp.)
    8. Bossiaea Vent. (77 spp.)
    9. Platylobium Sm. (9 spp.)
    10. Muelleranthus Hutch. (4 spp.)
    11. Ptychosema Benth. (1 sp.)
    12. Aenictophyton A. T. Lee (2 spp.)
    13. Subtribus Mirbeliinae Benth.
      1. Leptosema Benth. (13 spp.)
      2. Jacksonia R. Br. (77 spp.)
      3. Loricobbia R. L. Barrett, Clugston & Orthia (6 spp.)
      4. Latrobea Meisn. (8 spp.)
      5. Urodon Turcz. (2 spp.)
      6. Phyllota (DC.) Benth. (11 spp.)
      7. Euchilopsis F. Muell. (1 sp.)
      8. Aotus Sm. (17 spp.)
      9. Podolobium R. Br. (6 spp.)
      10. Callistachys Vent. (6 spp.)
      11. Gastrolobium R. Br. (109 spp.)
      12. Oxylobium Andrews (4 spp.)
      13. Chorizema Labill. (23 spp.)
      14. Mirbelia Sm. in Kon. & Sims (28 spp.)
      15. Dillwynia Sm. (28 spp.)
      16. Euchilus R. Br. (5 spp.)
      17. Jennata R. L. Barrett, Clugston & Orthia (7 spp.)
      18. Grievea R. L. Barrett, Clugston & Orthia (2 spp.)
      19. Stonesiella Crisp & P. H. Weston (1 sp.)
      20. Almaleea Crisp & P. H. Weston (5 spp.)
      21. Eutaxia R. Br. (20 spp.)
      22. Pultenaea Sm. (127 spp.)
      23. Isotropis Benth. (16 spp.)

  22. Tribus ''Indigofereae'' Benth.
    1. Phylloxylon Baill. (7 spp.)
    2. Indigofera L. (749 spp.)
    3. Cyamopsis DC. (4 spp.)
    4. Indigastrum Jaub. & Spach (8 spp.)
    5. Rhynchotropis Harms (2 spp.)
    6. Microcharis Benth. (36 spp.)

  23. Tribus Basal Millettioids (BMP group)
    1. Schefflerodendron Harms (4 spp.)
    2. Dewevrea Micheli (1 sp.)
    3. Craibia Dunn (9 spp.)
    4. Disynstemon R. Vig. (1 sp.)
    5. Aganope Miq. (12 spp.)
    6. Burkilliodendron Sastry (1 sp.)
    7. Ostryocarpus Hook.f. (2 spp.)
    8. Dalbergiella Baker f. (3 spp.)
    9. Austrosteenisia R. Geesink (4 spp.)
    10. Platycyamus Benth. (2 spp.)
    11. Kunstleria Prain ex King (8 spp.)
    12. Craspedolobium Harms (1 sp.)

  24. Tribus Abreae Hutch.
    1. Subtribus Abrinae Wight & Arn. ex Endl.
      1. Abrus Adans. (17 spp.)

    2. Subtribus Diocleinae Benth.
      1. Canavalia DC. (73 spp.)
      2. Camptosema Hook. & Arn. (12 spp.)
      3. Galactia P. Browne (118 spp.)
      4. Lackeya Fortunato, L. P. Queiroz & G. P. Lewis (2 spp.)
      5. Collaea DC. (7 spp.)
      6. Cratylia Mart. ex Benth. (6 spp.)
      7. Cymbosema Benth. (1 sp.)
      8. Cleobulia Mart. ex Benth. (4 spp.)
      9. Dioclea Kunth (14 spp.)
      10. Macropsychanthus Harms (51 spp.)

    3. Subtribus Clitoriinae DC.
      1. Clitoria L. (65 spp.)
      2. Centrosema (DC.) Benth. (44 spp.)
      3. Periandra Mart. ex Benth. (7 spp.)
      4. Clitoriopsis R. Wilczek (1 sp.)
      5. Apios Fabr. (7 spp.)

    4. Subtribus Ophrestiinae J. A. Lackey
      1. Cruddasia Prain (5 spp.)
      2. Ophrestia H. M. L. Forbes (14 spp.)
      3. Pseuderiosema Hauman (5 spp.)

  25. Tribus Millettieae Miq.
    1. Leptoderris Dunn (25 spp.)
    2. Philenoptera Fenzl (12 spp.)
    3. Platysepalum Welw. ex Baker (12 spp.)
    4. Imbralyx R. Geesink (10 spp.)
    5. Antheroporum Gagnep. (5 spp.)
    6. Huchimingia Z. Q. Song & Shi J. Li (5 spp.)
    7. Hesperothamnus Brandegee (5 spp.)
    8. Apurimacia Harms (2 spp.)
    9. Tephrosia Pers. (364 spp.)
    10. Ptycholobium Harms (3 spp.)
    11. Requienia DC. (3 spp.)
    12. Pyranthus Du Puy & Labat (6 spp.)
    13. Mundulea (DC.) Benth. (12 spp.)
    14. Chadsia Bojer (9 spp.)
    15. Derris Lour. (64 spp.)
    16. Ohashia X. Y. Zhu & R. P. Zhang (1 sp.)
    17. Sylvichadsia Du Puy & Labat (4 spp.)
    18. Pongamiopsis R. Vig. (5 spp.)
    19. Piscidia L. (7 spp.)
    20. Millettia Wight & Arn. (181 spp.)
    21. Pongamia Vent. (1 sp.)
    22. Fordia Hemsl. ex Forbes & Hemsl. (9 spp.)
    23. Ibatiria W. E. Cooper (1 sp.)
    24. Deguelia Aubl. (23 spp.)
    25. Brachypterum (Wight & Arn.) Benth. (14 spp.)
    26. Muellera L.f. (31 spp.)
    27. Dahlstedtia Malme (16 spp.)
    28. Lonchocarpus Kunth (157 spp.)

  26. Tribus Desmodieae Hutch.
    1. Subtribus Lespedezinae (Hutch.) B. G. Schub.
      1. Lespedeza Michx. (45 spp.)
      2. Kummerowia Schindl. (2 spp.)
      3. Campylotropis Bunge (42 spp.)

    2. Subtribus Desmodiinae Benth. & Hook.f.
      1. Hylodesmum H. Ohashi & R. R. Mill (16 spp.)
      2. Trifidacanthus Merr. (1 sp.)
      3. Pseudarthria Wight & Arn. (7 spp.)
      4. Pleurolobus J. St.-Hil. (6 spp.)
      5. Polhillides H. Ohashi & K. Ohashi (1 sp.)
      6. Maekawaea H. Ohashi & K.H. Ohashi (3 spp.)
      7. Desmodium Desv. (174 spp.)
      8. Pedleya H. Ohashi & K. Ohashi (1 sp.)
      9. Pullenia H. Ohashi & K. Ohashi (1 sp.)
      10. Murtonia Craib (1 sp.)
      11. Bouffordia H. Ohashi & K. Ohashi (1 sp.)
      12. Desmodiopsis (Schindl.) H. Ohashi & K. Ohashi (1 sp.)
      13. Huangtcia H. Ohashi & K. Ohashi (2 spp.)
      14. Oxytes (Schindl.) H. Ohashi & K. Ohashi (4 spp.)
      15. Tateishia H. Ohashi & K. Ohashi (3 spp.)
      16. Sohmaea H. Ohashi & K. Ohashi (7 spp.)
      17. Grona Lour. (49 spp.)
      18. Daprainia H. Ohashi & K. Ohashi (1 sp.)
      19. Puhuaea H. Ohashi & K. Ohashi (2 spp.)
      20. Sunhangia H. Ohashi & K. Ohashi (6 spp.)
      21. Ototropis Nees (8 spp.)
      22. Codariocalyx Hassk. (2 spp.)
      23. Leptodesmia (Benth.) Benth. (4 spp.)
      24. Pycnospora R. Br. ex Wight & Arn. (1 sp.)
      25. Mecopus Benn. (1 sp.)
      26. Alysicarpus Neck. (36 spp.)
      27. Desmodiastrum (Prain) A. Pramanik & Thoth. (4 spp.)
      28. Melliniella Harms (1 sp.)
      29. Eleiotis DC. (2 spp.)
      30. Hegnera Schindl. (1 sp.)
      31. Uraria Desv. (20 spp.)
      32. Urariopsis Schindl. (2 spp.)
      33. Christia Moench (11 spp.)
      34. Ougeinia Benth. (1 sp.)
      35. Aphyllodium (DC.) Gagnep. (9 spp.)
      36. Tadehagi H. Ohashi (7 spp.)
      37. Akschindlium H. Ohashi (1 sp.)
      38. Droogmansia De Wild. (22 spp.)
      39. Dendrolobium (Wight & Arn.) Benth. (18 spp.)
      40. Phyllodium Desv. (7 spp.)
      41. Ohwia H. Ohashi (2 spp.)
      42. Hanslia Schindl. (1 sp.)
      43. Nephrodesmus Schindl. (4 spp.)
      44. Arthroclianthus Baill. (13 spp.)
      45. Monarthrocarpus Merr. (2 spp.)

    3. Subtribus Kennediinae Benth.
      1. Shuteria Wight & Arn. (4 spp.)
      2. Afroamphica H. Ohashi & K. Ohashi (1 sp.)
      3. Kennedia Vent. (15 spp.)
      4. Hardenbergia Benth. (3 spp.)
      5. Vandasina Rauschert (1 sp.)

    4. Subtribus nov.
      1. Haymondia A. N. Egan & B. Pan (1 sp.)

  27. Tribus Phaseoleae DC.
    1. Subtribus Basal Phaseoleae
      1. Butea J. Koenig ex Roxb. (3 spp.)
      2. Spatholobus Hassk. (34 spp.)
      3. Meizotropis Voigt (1 sp.)

    2. Subtribus Cajaninae Benth.
      1. Flemingia Roxb. ex W. T. Aiton (40 spp.)
      2. Dunbaria Wight & Arn. (20 spp.)
      3. Cajanus DC. (33 spp.)
      4. Rhynchosia Lour. (259 spp.)
      5. Nomismia Wight & Arn. (1 sp.)
      6. Bolusafra Kuntze (1 sp.)
      7. Eriosema (DC.) G. Don (172 spp.)
      8. Adenodolichos Harms (23 spp.)
      9. Paracalyx Ali (5 spp.)

    3. Subtribus Erythrininae Benth.
      1. Erythrina L. (123 spp.)
      2. Rhodopis Urb (3 spp.)
      3. Mucuna Adans. (118 spp.)
      4. Cochlianthus Benth. (2 spp.)
      5. Psophocarpus Neck. (9 spp.)
      6. Dysolobium (Benth.) Prain (6 spp.)
      7. Otoptera DC. (2 spp.)
      8. Decorsea R. Vig. (6 spp.)

    4. Subtribus nov.
      1. Strongylodon Vogel (16 spp.)

    5. Subtribus Phaseolinae Bronn
      1. Sphenostylis E. Mey. (7 spp.)
      2. Nesphostylis Verdc. (3 spp.)
      3. Alistilus N. E. Br. (3 spp.)
      4. Austrodolichos Verdc. (1 sp.)
      5. Wajira Thulin (5 spp.)
      6. Macrotyloma (Wight & Arn.) Verdc. (24 spp.)
      7. Dolichos L. (68 spp.)
      8. Dipogon Liebm. (1 sp.)
      9. Lablab Adans. (1 sp.)
      10. Spathionema Taub. (1 sp.)
      11. Physostigma Balf. (5 spp.)
      12. Vatovaea Chiov. ex Chiarugi (1 sp.)
      13. Cochliasanthus Trew (1 sp.)
      14. Vigna Savi (108 spp.)
      15. Oxyrhynchus Brandegee (4 spp.)
      16. Phaseolus L. (81 spp.)
      17. Ramirezella Rose (8 spp.)
      18. Condylostylis Piper (2 spp.)
      19. Ancistrotropis A. Delgado (6 spp.)
      20. Delgadoana U.B.Deshmukh, M.B.Shende, E.S.Reddy & Mungole (1 sp.)
      21. Sigmoidotropis (Piper) A.Delgado (8 spp.)
      22. Helicotropis A.Delgado (3 spp.)
      23. Leptospron (Benth. & Hook.f.) A.Delgado (2 spp.)
      24. Macroptilium (Benth.) Urb. (23 spp.)
      25. Dolichopsis Hassl. (2 spp.)
      26. Mysanthus G.P.Lewis & A.Delgado (1 sp.)
      27. Oryxis A.Delgado & G.P.Lewis (1 sp.)
      28. Strophostyles Elliott (3 spp.)

    6. Subtribus Glycininae Benth.
      1. Mastersia Benth. (2 spp.)
      2. Diphyllarium Gagnep. (1 sp.)
      3. Toxicopueraria A. N. Egan & B. Pan (2 spp.)
      4. Cologania Kunth (16 spp.)
      5. Harashuteria K. Ohashi & H. Ohashi (1 sp.)
      6. Neorautanenia Schinz (3 spp.)
      7. Herpyza Sauvalle (1 sp.)
      8. Pachyrhizus A. Rich. ex DC. (5 spp.)
      9. Calopogonium Desv. (8 spp.)
      10. Neonotonia Lackey (2 spp.)
      11. Teyleria Backer (3 spp.)
      12. Pseudovigna (Harms) Verdc. (3 spp.)
      13. Eminia Taub. (4 spp.)
      14. Pseudeminia Verdc. (4 spp.)
      15. Sinodolichos Verdc. (2 spp.)
      16. Neustanthus Benth. (1 sp.)
      17. Weizhia G.Y.Li, Z.H.Chen, K.W.Jiang & B.Pan bis (1 sp.)
      18. Dumasia DC. (11 spp.)
      19. Ladeania A. N. Egan & Reveal (2 spp.)
      20. Rupertia Grimes (3 spp.)
      21. Pediomelum Rydb. (25 spp.)
      22. Cullen Medik. (35 spp.)
      23. Orbexilum Raf. (11 spp.)
      24. Bituminaria Heist. ex Fabr. (11 spp.)
      25. Hoita Rydb. (3 spp.)
      26. Psoralea L. (118 spp.)
      27. Psoralea s. l. (8 spp.)
      28. Glycine L. (27 spp.)
      29. Amphicarpaea Elliott (3 spp.)
      30. Teramnus P. Browne (8 spp.)
      31. Nogra Merr. (4 spp.)
      32. Pueraria DC. (16 spp.)

  28. Tribus Loteae DC.
    1. Podolotus Royle ex Benth. (1 sp.)
    2. Coronilla L. (12 spp.)
    3. Securigera DC. (13 spp.)
    4. Scorpiurus L. (2 spp.)
    5. Hippocrepis L. (35 spp.)
    6. Pseudolotus Rech.f. (1 sp.)
    7. Antiopetitia A. Rich. (1 sp.)
    8. Anthyllis L. (20 spp.)
    9. Hymenocarpos Savi (4 spp.)
    10. Lotus L. (127 spp.)
    11. Tripodion Medik. (1 sp.)
    12. Cytisopsis Jaub. & Spach (2 spp.)
    13. Hammatolobium Fenzl (2 spp.)
    14. Hosackia Douglas ex Benth. (12 spp.)
    15. Ornithopus L. (6 spp.)
    16. Acmispon Raf. (35 spp.)
    17. Kebirita Kramina & D. D. Sokoloff (1 sp.)
    18. Dorycnopsis Boiss. (1 sp.)
    19. Antopetitia A. Rich. (1 sp.)

  29. Tribus Sesbanieae Hutch.
    1. Sesbania Scop. (59 spp.)

  30. Tribus Robinieae Hutch.
    1. Hebestigma Urb. (1 sp.)
    2. Lennea Klotzsch (3 spp.)
    3. Olneya A. Gray (1 sp.)
    4. Coursetia DC. (39 spp.)
    5. Sphinctospermum Rose (1 sp.)
    6. Genistidium I. M. Johnst. (1 sp.)
    7. Robinia L. (4 spp.)
    8. Poissonia Baill. (5 spp.)
    9. Peteria A. Gray (4 spp.)
    10. Gliricidia Kunth (4 spp.)
    11. Hybosema Harms (1 sp.)
    12. Poitea Vent. (12 spp.)

  31. Tribus Adinobotryeae ined.
    1. Adinobotrys Dunn (4 spp.)

  32. Tribus Glycyrrhizeae Rydb.
    1. Glycyrrhiza L. (16 spp.)

  33. Tribus Wisterieae X. Y. Zhu
    1. Sarcodum Lour. (3 spp.)
    2. Endosamara R. Geesink (1 sp.)
    3. Sigmoidala J. Compton & Schrire (1 sp.)
    4. Nanhaia J. Compton & Schrire (2 spp.)
    5. Wisteriopsis J. Compton & Schrire (5 spp.)
    6. Callerya Endl. (13 spp.)
    7. Villosocallerya L. Duan, J. Compton & Schrire (1 sp.)
    8. Serawaia J. Compton & Schrire (1 sp.)
    9. Whitfordiodendron Elmer (4 spp.)
    10. Kanburia J. Compton, Mattapha, Sirich. & Schrire (2 spp.)
    11. Afgekia Craib (2 spp.)
    12. Padbruggea Miq. (3 spp.)
    13. Austrocallerya J. Compton & Schrire (3 spp.)
    14. Wisteria Nutt. (4 spp.)

  34. Tribus Galegeae Bronn
    1. Subtribus Astragalinae DC.
      1. Gueldenstaedtia Fisch. (4 spp.)
      2. Chesneya Endl. (38 spp.)
      3. Caragana Fabr. (87 spp.)
      4. Astragalus L. (3071 spp.)
      5. Calophaca Fisch. (9 spp.)
      6. Chesniella Boriss. (7 spp.)
      7. Erophaca Boiss. (1 sp.)
      8. Tibetia (Ali) H. P. Tsui (6 spp.)
      9. Oxytropis DC. (577 spp.)

    2. Subtribus Hedysarinae J. Presl
      1. Alhagi Gagnebin (4 spp.)
      2. Hedysarum L. (217 spp.)
      3. Taverniera DC. (14 spp.)
      4. Ebenus L. (21 spp.)
      5. Sulla Medik. (7 spp.)
      6. Eversmannia Bunge (4 spp.)
      7. Corethrodendron Fisch. & Basiner (5 spp.)
      8. Onobrychis Mill. (203 spp.)

    3. Subtribus Coluteinae Benth. & Hook.f.
      1. Podlechiella Maassoumi & Kaz. Osaloo (1 sp.)
      2. Streblorrhiza Endl. (1 sp.)
      3. Carmichaelia R. Br. (24 spp.)
      4. Willdampia A. S. George (1 sp.)
      5. Clianthus Banks & Sol. ex G. Don (2 spp.)
      6. Montigena Heenan (1 sp.)
      7. Swainsona Salisb. (86 spp.)
      8. Phyllolobium Fisch. (24 spp.)
      9. Lessertia DC. (61 spp.)
      10. Sphaerophysa DC. (2 spp.)
      11. Oreophysa (Bunge ex Boiss.) Bornm. (1 sp.)
      12. Smirnowia Bunge (1 sp.)
      13. Eremosparton Fisch. & C. A. Mey. (3 spp.)
      14. Colutea L. (26 spp.)

    4. Subtribus Parochetinae Yakovlev
      1. Parochetus Buch.-Ham. ex D. Don (2 spp.)

    5. Subtribus Galeginae Bronn
      1. Galega L. (8 spp.)

  35. Tribus Cicereae Alef.
    1. Cicer L. (45 spp.)

  36. Tribus Trifolieae Endl.
    1. Trifolium L. (286 spp.)

  37. Tribus Fabeae Rchb.
    1. Vicia L. (230 spp.)
    2. Ervilia Link (9 spp.)
    3. Ervum L. (3 spp.)
    4. Lathyrus L. (181 spp.)

  38. Tribus Ononideae Rouy
    1. Ononis L. (89 spp.)

  39. Tribus Trigonelleae O. E. Schulz
    1. Trigonella L. (106 spp.)
    2. Melilotus Mill. (23 spp.)
    3. Medicago L. (85 spp.)

## Fosili
- Buzekia †
- Leguminosites †

## Zanimljivosti
- 2016. godina bila je, prema izboru Opće skupštine Ujedinjenih naroda, Međunarodna godina mahunarki.[3]